# حزب کمونیست هند (گروه)
حزب کمونیست هند (به انگلیسی: Indian Communist Party) یا به اختصار آی‌سی‌پی (ICP)، یک گروه کوچک کمونیستی در هند به رهبری یو. کریشناپا از کارناتاکا بود. در مهٔ ۱۹۸۵ آی‌سی‌پی در سازمان کمونیستی هند (مارکسیست-لنینیست) ادغام شد.